# Ryan Ottley
Ryan Ottley (...) è un fumettista statunitense, meglio conosciuto per essere il disegnatore dei fumetti di Invincible dell'Image comics e del terzo volume di The Amazing Spider-Man della Marvel Comics.

## Carriera

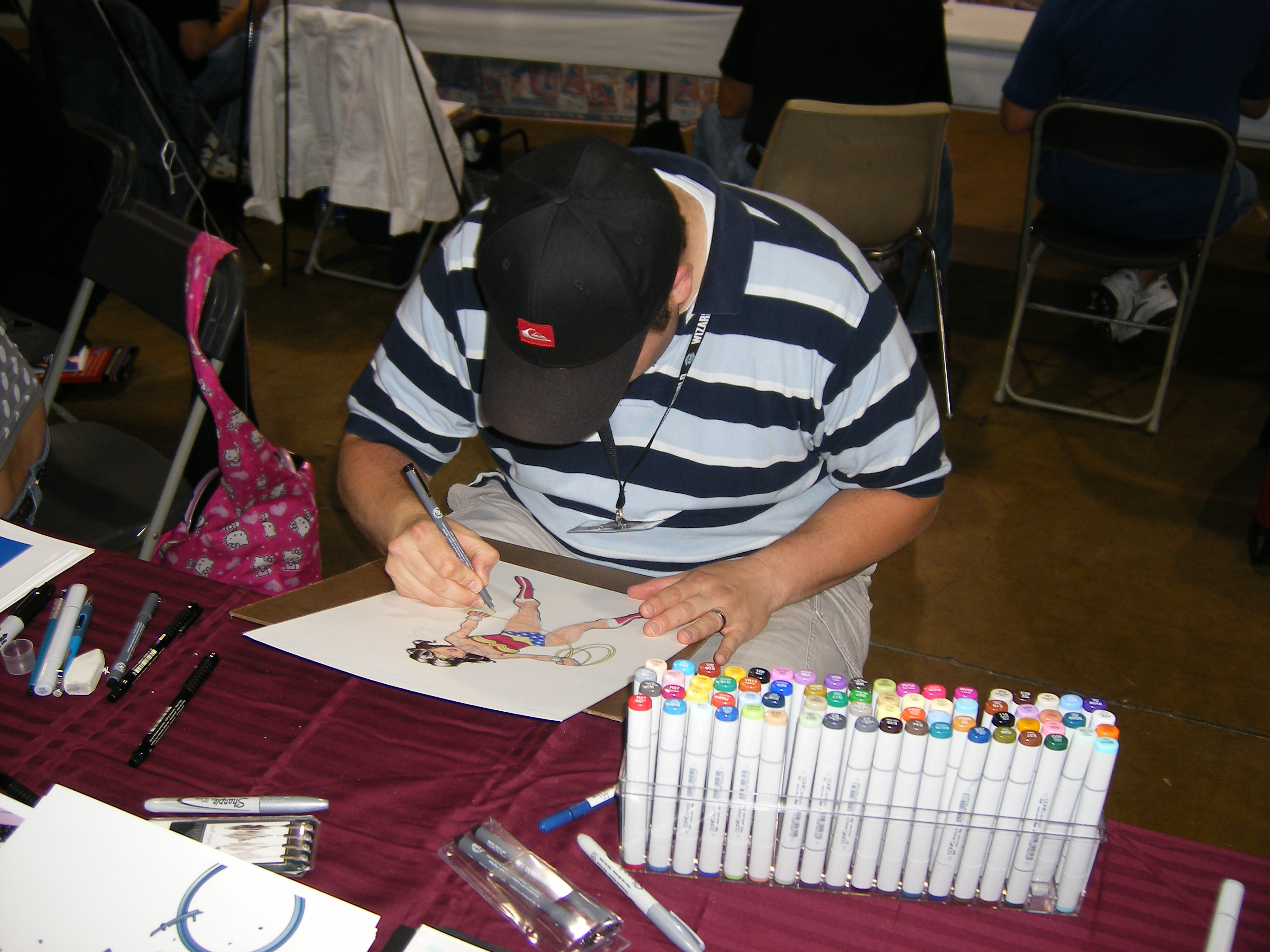
Ottley mentre disegna al Wizard World Chicago a Chicago il 4 agosto 2006.

Come dichiarato da Ottley in un'intervista al sito di fumetti Project Fanboy nel 2008, la sua carriera da fumettista è cominciata quando, dopo essere stato licenziato dal suo precedente lavoro decise che era arrivato il momento di provare a entrare nell'industria dei fumetti e perciò cominciò a pubblicare dei lavori attraverso i siti web digitalwebbing.com e penciljack.com; in quest'ultimo sito verso la fine del 2003 venne scoperto da Robert Kirkman, che dopo aver osservato diversi suoi lavori, lo contattò per illustrare Invincible dell'Image Comics a partire dal numero 8. Ottley ha successivamente lavorato per 14 anni alla serie, disegnando 127 dei 144 numeri.
Nel 2009 ha scritto i primi cinque numeri di Haunt, fumetto che ha debuttato il 7 ottobre di quell'anno, Ottley ha poi affermato di aver lasciato al numero 5 per concentrarsi su Invincible; ha lavorato anche a diversi numeri del fumetto comico indipendente Digital Webbing Presents .
Nel 2012, Ottley è stato uno dei numerosi artisti che ha illustrato The Walking Dead # 100 di Kirkman, che è stato distribuito l'11 luglio dello stesso anno durante il San Diego Comic-Con International. Ottley ha anche scritto e disegnato la serie Grizzly Shark nel 2016.
Nel 2018, la Marvel Comics ha pubblicato un nuovo volume di The Amazing Spider-Man, con Ottley come disegnatore.

## Opere
- The Amazing Spider-Man vol. 5 #1-5, 11-13, 16, 23-25, 30-31, 37, 41-43, 49 (Marvel Comics, 2018-2020)
- Free Comic Book Day 2018 The Amazing Spider-Man #1 (Marvel Comics, 2018)
- Free Comic Book Day 2019 Spider-Man/Venom #1 (Marvel Comics, 2019)
- Grizzly Shark #1-3 (Image Comics, 2016)
- Haunt #1-5 (Image Comics, 2009-2010)
- Invincible #8-144 (Image Comics, 2004-2018)
- Solution Squad #1 (Solution Squad LLC, 2013)
- Superman / Batman Annual #1 (DC Comics, 2006)
- Tales of Army of Darkness #1 (Dynamite Entertainment, 2013)
- The Walking Dead #75 (Image Comics, 2010)
- The Amazing Spider-Man vol. 3 #8 (solo copertina, Marvel Comics, 2014)
- The Amazing Spider-Man vol. 4 #1.2 (solo copertina, Marvel Comics, 2016)
- The Amazing Spider-Man vol. 5 #14, 26-29, 40 (Marvel Comics, 2019-2020)
- The Amazing Spider-Man: Sins Rising Prelude #1 (Marvel Comics, 2020)
- The Amazing Spider-Man: The Sins of Norman Osborn #1 (Marvel Comics, 2020)
- Brit vol. 2 #7-12 (2008-2009)
- The Flash #35 (solo copertina , DC Comics, 2014)
- Guarding the Globe #1 (Image Comics, 2010)
- Haunt #13 (Image Comics, 2011)
- Head Lopper #7 (Image Comics, ottobre 2017)
- Inhuman #5 (solo copertina, Marvel Comics, 2014)
- Justice League of America Rebirth #1 (solo copertina, DC Comics, 2016)
- Manifest Destiny #1 (solo copertina, Image Comics, 2013)
- Murder Falcon #4 (solo copertina, Image Comics, 2019)
- Robin: Son of Batman #10 (solo copertina, DC Comics, 2016)
- Strange Academy #3 (solo copertina, Marvel Comics, 2020)
- The Walking Dead #100, 150 (solo copertina, Image Comics, 2012, 2016)
- The War of the Realms #1 (solo copertina, Marvel Comics, 2019)